# A Fülöp-szigetek az 1992. évi nyári olimpiai játékokon
A Fülöp-szigetek a spanyolországi Barcelonában megrendezett 1992. évi nyári olimpiai játékok egyik részt vevő nemzete volt. Az országot az olimpián 9 sportágban 26 sportoló képviselte, akik összesen 1 érmet szereztek.

## Érmesek
| Érem  | Versenyző    | Sportág   | Versenyszám |
| ----- | ------------ | --------- | ----------- |
| Bronz | Roel Velasco | Ökölvívás | Papírsúly   |

## Atlétika
Férfi
| Versenyző    | Versenyszám    | Előfutam | Előfutam | Előfutam | Elődöntő | Elődöntő | Elődöntő | Döntő   | Döntő    |
| Versenyző    | Versenyszám    | Idő      | Hely.    | Össz.    | Idő      | Hely.    | Össz.    | Idő     | Helyezés |
| ------------ | -------------- | -------- | -------- | -------- | -------- | -------- | -------- | ------- | -------- |
| Héctor Begeo | 3000 m akadály | 9:14,48  | 11.      | 32.      | kiesett  | kiesett  | kiesett  | kiesett | kiesett  |
| Herman Suizo | Maraton        |          |          |          |          |          |          | 2:25:18 | 52.      |

| Versenyző        | Versenyszám | Selejtező | Selejtező | Döntő    | Döntő    |
| Versenyző        | Versenyszám | Eredmény  | Helyezés  | Eredmény | Helyezés |
| ---------------- | ----------- | --------- | --------- | -------- | -------- |
| Edward Lasquette | Rúdugrás    | 500 cm    | 28.       | kiesett  | kiesett  |

## Cselgáncs
Férfi
| Versenyző   | Versenyszám | Selejtező                       | 32-es főtábla                        | Nyolcaddöntő      | Negyeddöntő       | Elődöntő          | Vigaszág első kör | Vigaszág nyolcaddöntő | Vigaszág negyeddöntő | Vigaszág elődöntő | Bronz- mérkőzés   | Döntő             | Helyezés |
| Versenyző   | Versenyszám | Ellenfél Eredmény               | Ellenfél Eredmény                    | Ellenfél Eredmény | Ellenfél Eredmény | Ellenfél Eredmény | Ellenfél Eredmény | Ellenfél Eredmény     | Ellenfél Eredmény    | Ellenfél Eredmény | Ellenfél Eredmény | Ellenfél Eredmény | Helyezés |
| ----------- | ----------- | ------------------------------- | ------------------------------------ | ----------------- | ----------------- | ----------------- | ----------------- | --------------------- | -------------------- | ----------------- | ----------------- | ----------------- | -------- |
| Jerry Dino  | Légsúly     | Willis García (VEN) · 0000-1000 | kiesett                              | kiesett           | kiesett           | kiesett           |                   |                       |                      |                   |                   |                   | 35.      |
| John Baylon | Váltósúly   | erőnyerő                        | Krzysztof Kamiński (POL) · 0000-1000 | kiesett           | kiesett           | kiesett           |                   |                       |                      |                   |                   |                   | 22.      |

## Kerékpározás

### Országúti kerékpározás
Férfi
| Versenyző          | Versenyszám   | Idő           | Helyezés      |
| ------------------ | ------------- | ------------- | ------------- |
| Norberto Oconer    | Mezőnyverseny | nem ért célba | nem ért célba |
| Domingo Villanueva | Mezőnyverseny | nem ért célba | nem ért célba |

## Lovaglás
Díjugratás
| Versenyző        | Ló        | Versenyszám | Selejtező | Selejtező | Selejtező | Selejtező | Selejtező | Selejtező     | Selejtező  | Selejtező  | Döntő   | Döntő   | Döntő   | Döntő   | Végeredmény | Végeredmény |
| Versenyző        | Ló        | Versenyszám | 1. kör    | 1. kör    | 2. kör    | 2. kör    | 2. kör    | 3. kör        | Összesítés | Összesítés | 1. kör  | 1. kör  | 2. kör  | 2. kör  | Végeredmény | Végeredmény |
| Versenyző        | Ló        | Versenyszám | Pont      | Hely.     | Pont      | Össz.     | Hely.     | Pont          | Pont       | Hely.      | Bünt.   | Hely.   | Bünt.   | Hely.   | Pont/Bünt   | Helyezés    |
| ---------------- | --------- | ----------- | --------- | --------- | --------- | --------- | --------- | ------------- | ---------- | ---------- | ------- | ------- | ------- | ------- | ----------- | ----------- |
| Denise Cojuangco | Nimmerdor | Egyéni      | 11,00     | 77.       | 25,00     | 36,00     | 75.       | nem ért célba | 36,00      | 77.        | kiesett | kiesett | kiesett | kiesett | 36,00       | 77.         |

## Ökölvívás
| Versenyző       | Versenyszám  | Selejtező                      | Nyolcaddöntő                    | Negyeddöntő                 | Elődöntő                    | Döntő             | Helyezés |
| Versenyző       | Versenyszám  | Ellenfél Eredmény              | Ellenfél Eredmény               | Ellenfél Eredmény           | Ellenfél Eredmény           | Ellenfél Eredmény | Helyezés |
| --------------- | ------------ | ------------------------------ | ------------------------------- | --------------------------- | --------------------------- | ----------------- | -------- |
| Roel Velasco    | Papírsúly    | James Wanene (KEN) · 16-1      | Radzsendra Praszád (IND) · 15-6 | Rowan Williams (GBR) · 17-6 | Rogelio Marcelo (CUB) · RSC | kiesett           |          |
| Isidro Vicera   | Légsúly      | Stanislav Vagaský (TCH) · 17-0 | Héctor Avila (DOM) · 5-17       | kiesett                     | kiesett                     | kiesett           | 9.       |
| Roberto Jalnaiz | Harmatsúly   | Agustin Castillo (DOM) · RSC   | Philippe Wartelle (FRA) · RSC   | Joel Casamayor (CUB) · KO   | kiesett                     | kiesett           | 5.       |
| Charlie Baleña  | Pehelysúly   | Djamel Lifa (FRA) · 12-20      | kiesett                         | kiesett                     | kiesett                     | kiesett           | 17.      |
| Ronald Chavez   | Könnyűsúly   | Emil Rizk (EGY) · 18-10        | William Irwin (CAN) · 8-1       | Hong Szongszik (KOR) · KO   | kiesett                     | kiesett           | 5.       |
| Arlo Chavez     | Kisváltósúly | Moses James (NGR) · 12-6       | Leonard Doroftei (ROU) · 1-15   | kiesett                     | kiesett                     | kiesett           | 9.       |

RSC - a játékvezető megállította a mérkőzést

## Sportlövészet
Férfi
| Versenyző          | Versenyszám | Selejtező | Selejtező | Döntő   | Döntő    |
| Versenyző          | Versenyszám | Pont      | Helyezés  | Pont    | Helyezés |
| ------------------ | ----------- | --------- | --------- | ------- | -------- |
| Emerito Concepción | Légpuska    | 573       | 41.       | kiesett | kiesett  |

Nyílt
| Versenyző   | Versenyszám | Selejtező | Selejtező | Elődöntő | Elődöntő | Döntő   | Döntő    |
| Versenyző   | Versenyszám | Pont      | Helyezés  | Pont     | Helyezés | Pont    | Helyezés |
| ----------- | ----------- | --------- | --------- | -------- | -------- | ------- | -------- |
| Jaime Recio | Trap        | 133       | 49.       | kiesett  | kiesett  | kiesett | kiesett  |

## Úszás
Férfi
| Versenyző                                                | Versenyszám            | Előfutam | Előfutam | Előfutam | Döntő   | Döntő   | Döntő   | Helyezés |
| Versenyző                                                | Versenyszám            | Idő      | Hely.    | Össz.    | Típus   | Idő     | Hely.   | Helyezés |
| -------------------------------------------------------- | ---------------------- | -------- | -------- | -------- | ------- | ------- | ------- | -------- |
| Raymond Papa                                             | 200 m hát              | kizárták | kizárták | kizárták | kiesett | kiesett | kiesett | kiesett  |
| Raymond Papa                                             | 100 m hát              | 59,58    | 4.       | 43.      | kiesett | kiesett | kiesett | kiesett  |
| Leo Najera                                               | 100 m hát              | 59,92    | 5.       | 44.      | kiesett | kiesett | kiesett | kiesett  |
| Leo Najera                                               | 100 m pillangó         | 58,50    | 7.       | 54.      | kiesett | kiesett | kiesett | kiesett  |
| Joseph Buhain                                            | 100 m pillangó         | 56,19    | 2.       | 36.      | kiesett | kiesett | kiesett | kiesett  |
| Joseph Buhain                                            | 200 m vegyes           | 2:09,33  | 6.       | 38.      | kiesett | kiesett | kiesett | kiesett  |
| Joseph Buhain                                            | 100 m mell             | 1:04,28  | 8.       | 30.      | kiesett | kiesett | kiesett | kiesett  |
| Patrick Concepcion                                       | 100 m mell             | 1:05,16  | 2.       | 35.      | kiesett | kiesett | kiesett | kiesett  |
| Patrick Concepcion                                       | 200 m mell             | 2:20,33  | 2.       | 28.      | kiesett | kiesett | kiesett | kiesett  |
| Raymond Papa Patrick Concepcion Joseph Buhain Leo Najera | 4 × 100 m vegyes váltó | 3:53,64  | 7.       | 18.      | kiesett | kiesett | kiesett | kiesett  |

Női
| Versenyző       | Versenyszám | Előfutam | Előfutam | Előfutam | Döntő   | Döntő   | Döntő   | Helyezés |
| Versenyző       | Versenyszám | Idő      | Hely.    | Össz.    | Típus   | Idő     | Hely.   | Helyezés |
| --------------- | ----------- | -------- | -------- | -------- | ------- | ------- | ------- | -------- |
| Gillian Thomson | 100 m gyors | 59,02    | 2.       | 34.      | kiesett | kiesett | kiesett | kiesett  |
| Gillian Thomson | 200 m gyors | 2:07,95  | 1.       | 29.      | kiesett | kiesett | kiesett | kiesett  |
| Gillian Thomson | 100 m hát   | 1:04,32  | 1.       | 18.      | kiesett | kiesett | kiesett | kiesett  |
| Gillian Thomson | 200 m hát   | 2:16,44  | 1.       | 19.      | kiesett | kiesett | kiesett | kiesett  |

## Vitorlázás
Férfi
| Versenyző   | Versenyszám     | Futam | Futam | Futam | Futam | Futam | Futam | Futam | Futam | Futam  | Futam | Pontszám | Helyezés |
| Versenyző   | Versenyszám     | 1     | 2     | 3     | 4     | 5     | 6     | 7     | 8     | 9      | 10    | Pontszám | Helyezés |
| ----------- | --------------- | ----- | ----- | ----- | ----- | ----- | ----- | ----- | ----- | ------ | ----- | -------- | -------- |
| Richard Paz | Szörfvitorlázás | 34,0  | 39,0  | 30,0  | 25,0  | 29,0  | 35,0  | 28,0  | 36,0  | (40,0) | 36,0  | 292,0    | 31.      |

Nyílt
| Versenyző                                        | Versenyszám | Előfutam | Előfutam | Előfutam | Előfutam | Előfutam | Előfutam | Előfutam | Előfutam | Csoportkör | Csoportkör | Csoportkör | Csoportkör | Csoportkör | Csoportkör | Csoportkör | Kieséses szakasz | Kieséses szakasz | Helyezés |
| Versenyző                                        | Versenyszám | 1        | 2        | 3        | 4        | 5        | 6        | Pont     | Hely.    |            |            |            |            |            | Pont       | Hely.      | Elődöntő         | Döntő            | Helyezés |
| ------------------------------------------------ | ----------- | -------- | -------- | -------- | -------- | -------- | -------- | -------- | -------- | ---------- | ---------- | ---------- | ---------- | ---------- | ---------- | ---------- | ---------------- | ---------------- | -------- |
| Mario Almario Teodorico Asejo Juan Miguel Torres | Soling      | (30,0)   | 30,0     | 27,0     | 30,0     | 29,0     | 27,0     | 143,0    | 24.      | kiesett    | kiesett    | kiesett    | kiesett    | kiesett    | kiesett    | kiesett    | kiesett          | kiesett          | 24.      |

## Vívás
Férfi
| Versenyző     | Versenyszám | Csoportkör | Csoportkör | Selejtező         | 32-es főtábla     | Egyenes ág a negyeddöntőért | Egyenes ág a negyeddöntőért | Vigaszág a negyeddöntőért | Vigaszág a negyeddöntőért | Vigaszág a negyeddöntőért | Vigaszág a negyeddöntőért | Negyeddöntő       | Elődöntő          | Döntő             | Helyezés |
| Versenyző     | Versenyszám | Csoportkör | Csoportkör | Selejtező         | 32-es főtábla     | 1. kör                      | 2. kör                      | 1. kör                    | 2. kör                    | 3. kör                    | 4. kör                    | Negyeddöntő       | Elődöntő          | Döntő             | Helyezés |
| Versenyző     | Versenyszám | Ellenfél Eredmény | Hely.      | Ellenfél Eredmény | Ellenfél Eredmény | Ellenfél Eredmény           | Ellenfél Eredmény           | Ellenfél Eredmény         | Ellenfél Eredmény         | Ellenfél Eredmény         | Ellenfél Eredmény         | Ellenfél Eredmény | Ellenfél Eredmény | Ellenfél Eredmény | Helyezés |
| ------------- | ----------- | --- | ---------- | ----------------- | ----------------- | --------------------------- | --------------------------- | ------------------------- | ------------------------- | ------------------------- | ------------------------- | ----------------- | ----------------- | ----------------- | -------- |
| Walter Torres | Tőr, egyéni | 1. csoport · Je Csung (Ye Chong) (CHN) · 0-5 · Thorsten Weidner (GER) · 1-5 · Vjacseszlav Grigorjev (EUN) · 4-5 · Michael Marx (USA) · 0-5 · Kim Jongho (KOR) · 0-5 · Tan Kim Huat (SIN) · 5-1 | 6.         | kiesett           | kiesett           | kiesett                     | kiesett                     | kiesett                   | kiesett                   | kiesett                   | kiesett                   | kiesett           | kiesett           | kiesett           | 53.      |